# Noi con voi
Noi con voi è un album dal vivo del complesso italiano Pooh uscito nel 2006. Nella hit parade annuale risulta l'85º album più venduto.

## Il disco
Riprende le registrazioni del concerto di Padova, tenuto nella suggestiva scenografia di una delle più grandi piazze d'Italia: si tratta del Prato della Valle, dove il complesso ha suonato il 22 settembre 2006 davanti a centocinquantamila persone. L'esibizione live ha concluso il tour de La grande festa, ossia la tournée che promuoveva l'omonima antologia del quarantennale del complesso. Dopo Palasport e  Goodbye negli anni ottanta e Buonanotte ai suonatori negli anni novanta, si tratta del quarto album in concerto dei Pooh.
Il titolo dell'album è tratto dal ritornello del pezzo Cuore azzurro, inno della nazionale di calcio del 2006. Accanto agli immancabili cavalli di battaglia del gruppo, come Pensiero o Noi due nel mondo e nell'anima, vengono scelti altri pezzi, recenti e non, che sicuramente meritavano di essere riproposti, come ad esempio Se nasco un'altra volta oppure Io sono vivo. Singolare inoltre la scelta di Rotolando respirando come brano di apertura del concerto.
Se nei precedenti album dal vivo c'era una divisione abbastanza chiara tra i pezzi dal vivo eseguiti per intero ed i medley, i concerti del tour di questo Cd presentano una soluzione di compromesso. Non ci sono infatti delle vere e proprie sequenze mixate di brevi frammenti; piuttosto si preferisce proporre dei frammenti abbastanza lunghi (circa la metà della canzone),  che vengono poi conclusi da un finale semplificato e da una breve pausa, per passare poi alla canzone successiva. I brani eseguiti per intero sono molto pochi.
Dopo la fine del concerto con il ritornello di Goodbye e le note di Ancora tra un anno, il Cd si conclude con due tracce inedite realizzate in studio: L'amore costa e Il cielo non finisce mai. Quest'ultima viene cantata da Red Canzian secondo la nuova consuetudine dei Pooh per i brani guida degli album.

## Tracce
CD
1. Rotolando respirando (Facchinetti-Negrini)
2. Amici per sempre (Facchinetti-Negrini)
3. Io sono vivo (Facchinetti-Negrini)
4. Se nasco un'altra volta (Facchinetti-Negrini)
5. Canterò per te (Battaglia-Negrini)
6. Pronto buongiorno è la sveglia (Facchinetti-D'Orazio)
7. Per te qualcosa ancora (Facchinetti-Negrini)
8. L'altra donna (Battaglia-Negrini)
9. Tutto alle tre (Facchinetti-Negrini)
10. Stare senza di te (Canzian-D'Orazio)
11. Noi due nel mondo e nell'anima (Facchinetti-Negrini)
12. La donna del mio amico (Facchinetti-D'Orazio)
13. Solo voci (Facchinetti-Negrini)
14. Cinquanta primavere (Facchinetti-D'Orazio)
15. Alessandra (Facchinetti-Negrini)
16. Nascerò con te (Facchinetti-Negrini)
17. Uomini soli (Facchinetti-Negrini)
18. La grande festa  (Facchinetti-Negrini)
19. Vieni fuori (Edwards-Negrini)
20. Dammi solo un minuto (Facchinetti-Negrini)
21. Pensiero (Facchinetti-Negrini)
22. Tanta voglia di lei (Facchinetti-Negrini)
23. Chi fermerà la musica (Facchinetti-Negrini)
24. Goodbye (Facchinetti-D'Orazio)
25. Il cielo non finisce mai (Canzian-Negrini) - Voce principale: Red
26. L'amore costa (Battaglia-Negrini) - Voci principali: Dodi, Stefano

DVD
1. Rotolando respirando (Facchinetti-Negrini)
2. Giorni infiniti (Facchinetti-Negrini)
3. Buona fortuna (Facchinetti-D'Orazio)
4. Stai con me(Canzian-D'Orazio)
5. Il ragazzo del cielo(Facchinetti-Canzian-Negrini)
6. Viva (Facchinetti)
7. Tutto alle tre(Facchinetti-Negrini)
8. Stare senza di te (Canzian-D'Orazio)
9. Cosa dici di me (Facchinetti-Negrini)
10. In diretta nel vento (Battaglia-Negrini)
11. Tu dov'eri (Facchinetti-Negrini)
12. La gabbia (Facchinetti)
13. Risveglio (Facchinetti)
14. Parsifal (Facchinetti)
15. In concerto (Facchinetti-Negrini)
16. Uomini soli (Facchinetti-Negrini)
17. Capita quando capita (Canzian-D'Orazio)
18. Dimmi di sì (Facchinetti-D'Orazio)
19. Non siamo in pericolo (Facchinetti-Negrini)
20. La grande festa (Facchinetti-Negrini)
21. Cuore azzurro (Facchinetti-Battaglia-Canzian-D'Orazio-Negrini)
22. Vieni fuori (Facchinetti-Negrini)
23. Piccola Katy (Facchinetti-Negrini)
24. Dammi solo un minuto (Facchinetti-Negrini)
25. Cercando di te (Canzian-D'Orazio)
26. In silenzio (Facchinetti-Negrini)
27. Notte a sorpresa (Facchinetti-Negrini)
28. Pensiero (Facchinetti-Negrini)
29. Tanta voglia di lei (Facchinetti-Negrini)
30. Chi fermerà la musica (Facchinetti-Negrini)
31. Goodbye (Facchinetti-D'Orazio)

## Formazione
- Roby Facchinetti - voce, tastiere
- Dodi Battaglia - voce, chitarra
- Stefano D'Orazio - voce, batteria, percussioni
- Red Canzian - voce, basso

## Classifiche

### Classifiche settimanali
| Classifica (2006) | Posizione massima |
| ----------------- | ----------------- |
| Italia            | 13                |

### Classifiche di fine anno
| Classifica (2006) | Posizione |
| ----------------- | --------- |
| Italia            | 58        |